# Alejandro Varela López
Alejandro Varela López   (Alacant, 5 d'octubre de 1973) és un exfutbolista valencià, que juga com a defensa, i després va treballar com a entrenador.

## Trajectòria
Varela va néixer a Alacant, a la País Valencià, i va començar la seva carrera en els equips juvenils de l'Hèrcules local. Arriba a l'Hèrcules CF el 1994, després de passar pel Mutxamel. Amb els alacantins puja a primera divisió el 1996 i disputa 21 partits en la màxima categoria (96/97). Va ser una part important de l'equip que va guanyar el títol de Segona Divisió la 1995–96, guanyant l'ascens a la Lliga. Va deixar el club després de la seva primera temporada a la màxima categoria, que va acabar en descens, després d'haver fet 54 aparicions en totes les competicions, incloent 21 partits de primera divisió, amb un gol. L'estiu de 1997 recala al CD Toledo, on va jugar 63 aparicions en dues campanyes de Segona Divisió. Després va fitxar pel Mèrida, jugant nou partits durant una convulsa temporada 1999-2000, que seria l'última de l'extremeny. El club es va declarar en fallida i va cessar aquell estiu.
Després de la desaparició de Mèrida, Varela va tornar per una tercera temporada a l'Hèrcules, sumant 21 partits a Segona Divisió B i tres gols durant una temporada al club. El 2001 es va incorporar al Cadis de tercera categoria i els va ajudar a ascendir a través dels play-offs de la 2002-03. Dos anys més tard, va guanyar el segon títol de Segona Divisió de la seva carrera, i el Cadis va ascendir a la Lliga després d'una absència de dotze anys. Com l'experiència anterior de Varela a la màxima categoria nou anys abans, el Cadis va baixar després d'una temporada, i va deixar el club aquell estiu amb 170 partits i dos gols en cinc temporades. El seu següent destí va ser el Club de Fútbol Ciudad de Murcia, i va jugar 30 partits amb la Segona Divisió durant la temporada 2006–07.
Per segona vegada en la seva carrera, la seva temporada amb el Múrcia va ser l'última de l'existència del club, ja que aquell estiu es va traslladar a Granada, convertint-se en Granada 74. Això va fer que Varela s'incorporés a l'Oriola CF a Segona Divisió B, amb qui va jugar cinc partits en una temporada, abans de retirar-se el 2008 als 35 anys.

## Carrera d'entrenador
El 2009, Varela va tornar al Cadis com a entrenador del seu equip C, Balón de Cádiz. Durant la temporada 2009-10, va ser l'entrenador de l'equip juvenil Domingo Savio Juvenil. El novembre de 2015, Varela va ser nomenat entrenador del Conil CF a Tercera Divisió. Va ser acomiadat després de catorze partits el febrer de 2016, amb el club a vuit punts de seguretat a la zona de descens, i va ser substituït per Chico Segundo.

## Vida personal
El pare de Varela, Pepe, també va ser futbolista, representant tant el Màlaga com l'Hèrcules a la Lliga durant la dècada de 1970.